# Giovanni Grasso (giornalista)
Giovanni Grasso (Roma, 14 ottobre 1962) è un giornalista, scrittore e autore televisivo italiano, consigliere per la stampa e la comunicazione del Presidente della Repubblica  e direttore dell'ufficio stampa della Presidenza della Repubblica dal febbraio 2015.

## Biografia
Studente al liceo classico San Leone Magno di Roma, ha come docente d'italiano Walter Mauro. Laureato in Lettere moderne presso l'Università "La Sapienza", è giornalista professionista dal 1989, nonché iscritto alla Associazione stampa parlamentare dal 1991.
Ha lavorato a La Discussione e al servizio politico dell'Agenzia Giornalistica Italia. Nel 1992 è stato assunto al quotidiano Avvenire, come redattore politico parlamentare.
Dal 1996 al 2001 è stato capo dell'ufficio stampa del presidente del Senato della Repubblica Nicola Mancino.
Ha ideato e promosso I concerti di Palazzo Madama nell'aula del Senato.
Nel 2011, in seguito alla formazione del governo Monti, ha assunto l'incarico di portavoce del ministro della Cooperazione internazionale e dell'Integrazione Andrea Riccardi e l'ha ricoperto fino al 2013.
Studioso di storia del movimento cattolico in Italia, ha pubblicato diversi libri e ha partecipato, in veste di relatore, a numerosi convegni storici. È autore di documentari di carattere storico per Rai 3 HD e Rai Storia. Ha insegnato al Master di Giornalismo dell'Università di Bologna. È socio ordinario del PEN club italiano.

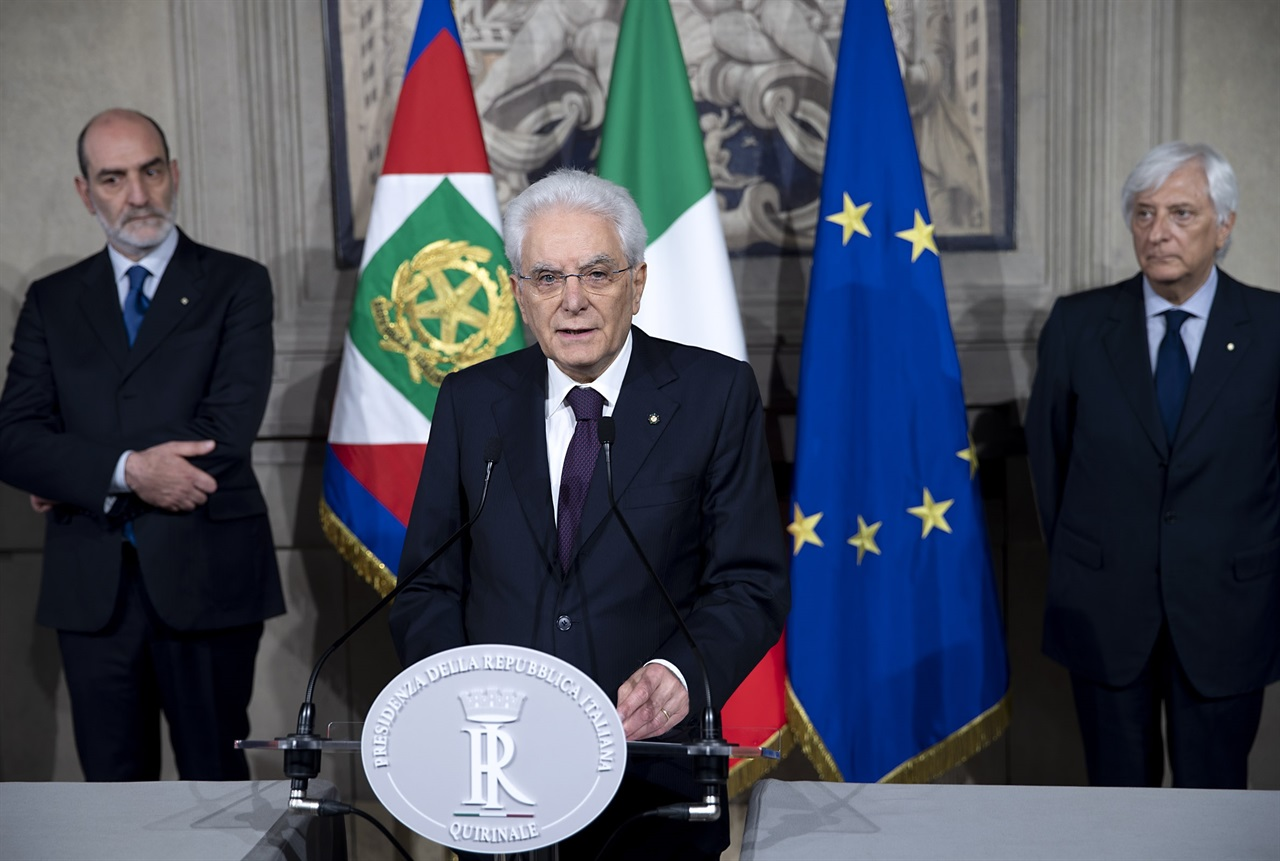
Giovanni Grasso, il presidente della Repubblica Sergio Mattarella e il segretario generale Ugo Zampetti

Il 13 febbraio 2015 viene nominato dal Presidente della Repubblica Sergio Mattarella  Consigliere per la stampa e la comunicazione e Direttore dell'Ufficio Stampa, confermato dopo le rielezione. 
Ha curato, insieme a Paco Lanciano,  la mostra L’umanità negata. Dalle leggi razziali italiane ad Auschwitz,  allestita nel Palazzo del Quirinale, e inaugurata dal Presidente della Repubblica Sergio Mattarella il 23 ottobre 2018.
Nel 2020 ha ricevuto il Premio Ischia come comunicatore dell’anno e il Premio Guido Dorso sezione giornalismo.
Nel 2021 gli è stato assegnato il Premio Guido Carli. Nel 2024 il Premio Paolo Graldi per il miglior comunicatore. 
I suoi romanzi e testi teatrali scandagliano, a cavallo tra storia e creazione, i sentimenti umani  di fronte alle pagine più buie del Novecento: dalla persecuzione razziale in Germania (Il caso Kaufmann), all'impegno degli esuli antifascisti all'estero (Fuoriusciti, dedicato all'incontro-scontro tra Sturzo e Salvemini; Icaro, il volo su Roma, che racconta la parabola di Lauro de Bosis), agli orrori della Grande Guerra (Il segreto del tenente Giardina). Il suo ultimo romanzo, L’amore non lo vede nessuno, è invece ambientato nel 2023 e, utilizzando le tecniche del “giallo”, indaga le diverse forme dell’amore, in perenne oscillazione tra l’assolutezza e la tossicità.

## Opere
- Il partito dei liberi e forti, La Discussione, Roma 1989
- I cattolici e l'Aventino, prefazione di Fausto Fonzi, Studium, Roma 1994
- Giornalismo e politica nella Seconda Repubblica in: AA. VV., Storia della comunicazione in Italia: dalle gazzette a internet, a cura di Angelo Varni, Il Mulino, Bologna 2002
- Luigi Sturzo e i Rosselli tra Londra, Parigi e New York. Carteggio, 1929-1945, prefazione di Gabriele De Rosa, Rubbettino, Soveria Mannelli, 2002, ISBN 88-498-0806-2
- Sturzo e Salvemini, in: AA. VV., Gaetano Salvemini. Ancora un riferimento, a cura di Guido Pescosolido, Pietro Lacaita Editore, 2007.
- Luigi Sturzo-Gaetano Salvemini. Carteggio (1925-1957), Rubbettino, Soveria Mannelli, 2009, ISBN 978-88-498-2481-0[6]
- L'impegno dei cattolici in politica in: Studium, fasc. 2- 2011, pp. 275–282
- Scalfaro. L'uomo, il presidente, il cristiano, presentazione di Andrea Riccardi, Edizioni San Paolo, 2012
- Le voci: «Sturzo e i cattolici italiani» e «Sturzo e gli intellettuali italiani» in: Lessico Sturziano, a cura di Antonio Parisi e Massimo Cappellano, Rubbettino, Soveria Mannelli 2013
- Piersanti Mattarella. Da solo contro la mafia, presentazione di Andrea Riccardi, Edizioni San Paolo, 2014
- Sergio Mattarella, il presidente degli Italiani, (coautore: Riccardo Ferrigato), Edizioni San Paolo, 2015
- Il caso Kaufmann (romanzo), Rizzoli, 2019, ISBN 9788817109192, Premio Cimitile 2019, Premio Biagio Agnes 2019, Premio Cortina d’Ampezzo per la narrativa 2019, Premio Capalbio per il romanzo storico 2019.
- Fuoriusciti (testo teatrale) rappresentato la prima volta al Teatro Carignano di Torino il 9 dicembre 2019, con la regia di Piero Maccarinelli. Armando Editore, 2021, ISBN 9791259840769.
- Icaro, il volo su Roma (romanzo), Rizzoli, 2021, ISBN 9788817157476, Premio Santa Barbara 2021, Premio Eugenia Tantucci 2021, Premio Fiuggi Storia 2021, Premio Amalago 2023.
- Il segreto del tenente Giardina, (romanzo), Rizzoli, 2023, ISBN 9788817179768, Premio Mondello Opera Italiana 2024, Premio Mondello Giovani 2024.
- Il caso Kaufmann, (testo teatrale), debutto al Teatro Sociale di Brescia il 17 ottobre 2023, per la regia di Piero Maccarinelli, con Franco Branciaroli, Viola Graziosi e Graziano Piazza.
- L’amore non lo vede nessuno (romanzo), Rizzoli, 2024, ISBN 978-88-17-18695-7
- L’amore non lo vede nessuno (testo teatrale), debutto al Festival di Spoleto l’11 luglio 2025, per la regia di Piero Maccarinelli, con Stefania Rocca, Giovanni Crippa e Franca Penone.

## Documentari
- Esuli. Storie familiari di tre antifascisti: Giuseppe Donati, Nello Rosselli e Lauro De Bosis, (2005), trasmesso da La grande storia di Rai 3 HD
- Piersanti Mattarella. La buona battaglia[7] (2010), trasmesso da La Grande Storia di Rai 3 HD
- Donne nella Chiesa: Chiara Lubich, Natuzza Evolo, Annalena Tonelli (2011), trasmesso da Correva l'anno di Rai 3 HD
- La pace in marcia: Aldo Capitini (2011), trasmesso da La Grande Storia di Rai 3 HD[8]
- Il dubbio nella Chiesa: i cattolici negli anni Settanta (2012), trasmesso da Correva l'anno di Rai 3 HD
- Per la serie Grande Guerra 100 anni dopo, coproduzione Corriere della Sera - Rai Storia, presentata da Paolo Mieli e Carlo Lucarelli, i seguenti DVD:
- Non ancora: l'Italia dalla neutralità all'intervento (puntata 4)
- 24 maggio 1915: l'Italia va alla guerra (puntata 6)
- Italia in guerra: dalla Strafexpedition alla conquista di Gorizia (puntata 9)
- Cosa è stata Caporetto (puntata 14)
- Vittorio Veneto, bollettino di una vittoria (puntata 17)  (2014)
- A come Andreotti, con Roberto Herlitzka, trasmesso da Archivi del '900, Rai 3 HD, 22 settembre 2014[9]